# Friedrich Eckardt (Politiker)
Friedrich Eckardt (* 21. Juni 1888 in Artern, † nach 1950) war ein deutscher Politiker (KPD/SED).

## Leben
Eckart war gelernter Schuhmacher, arbeitete jedoch in der Metallindustrie und gehörte seit 1906 dem Deutschen Metallarbeiterverband an. Von 1906 bis 1924 war er Mitglied der SPD. Nach dem Zweiten Weltkrieg trat er der KPD bei und wurde mit der Zwangsvereinigung von SPD und KPD zur SED SED-Mitglied. 1946 wurde er für die SED in den Landtag von Sachsen-Anhalt gewählt. Dort arbeitete er im Rechts- und Verfassungsausschuss mit.